# Richard Sharpe-regények listája
Magyarul a debreceni Gold Book kiadó jelentette meg 2005 és 2011 között.
Bernard Cornwell által írt Richard Sharpe-regények:
| Kronológiai sorrend | Cselekmény ideje | Eredeti megjelenés | Eredeti cím          | Magyar megjelenés | Magyar cím         |
| ------------------- | ---------------- | ------------------ | -------------------- | ----------------- | ------------------ |
| 1                   | 1799             | 1997               | Sharpe's Tiger       | 2005              | Sharpe tigrise     |
| 2                   | 1803. szeptember | 1998               | Sharpe's Triumph     | 2006              | Sharpe diadala     |
| 3                   | 1803. december   | 1999               | Sharpe's Fortress    | 2007              | Sharpe erődje      |
| 4                   | 1805             | 2000               | Sharpe's Trafalgar   | 2007              | Sharpe Trafalgarja |
| 5                   | 1807             | 2001               | Sharpe's Prey        | 2007              | Sharpe zsákmánya   |
| 6                   | 1809. január     | 1988               | Sharpe's Rifles      | 2000              | Sharpe lövészei    |
| 7                   | 1809. tavasz     | 2003               | Sharpe's Havoc       | 2008              | Sharpe pusztítása  |
| 8                   | 1809. július     | 1981               | Sharpe's Eagle       | 2000              | Sharpe trófeája    |
| 9                   | 1810. augusztus  | 1981               | Sharpe's Gold        | 2000              | Sharpe kincse      |
| 10                  | 1811             | 2004               | Sharpe's Escape      | 2008              | Sharpe menekülése  |
| 11                  | 1811. tél        | 2006               | Sharpe's Fury        | 2008              | Sharpe haragja     |
| 12                  | 1811. május      | 1995               | Sharpe's Battle      | 2006              | Sharpe csatája     |
| 13                  | 1812. április    | 1982               | Sharpe's Company     | 2009              | Sharpe százada     |
| 14                  | 1812. július     | 1983               | Sharpe's Sword       | 2009              | Sharpe kardja      |
| 15                  | 1812. augusztus  | 2002               | Sharpe's Skirmish*   |                   |                    |
| 16                  | 1812 karácsonya  | 1984               | Sharpe's Enemy       | 2009              | Sharpe ellensége   |
| 17                  | 1813. június     | 1985               | Sharpe's Honour      | 2010              | Sharpe becsülete   |
| 18                  | 1813. november   | 1986               | Sharpe's Regiment    | 2010              | Sharpe ezrede      |
| 19                  | 1813 karácsonya  | 2003               | Sharpe's Christmas** |                   |                    |
| 20                  | 1814             | 1987               | Sharpe's Siege       | 2010              | Sharpe ostroma     |
| 21                  | 1814             | 1989               | Sharpe's Revenge     | 2011              | Sharpe bosszúja    |
| 22                  | 1815. június     | 1990               | Sharpe's Waterloo    | 2011              | Sharpe Waterlooja  |
| 23                  | 1815             | 1990               | Sharpe's Ransom**    |                   |                    |
| 24                  | 1820-21          | 1992               | Sharpe's Devil       | 2011              | Sharpe ördöge      |

* novella
** a Sharpe's Christmas könyv két novellát tartalmaz: a Sharpe's Christmast és a Sharpe's Ransomot

## Magyarul
Bernard Cornwell; Gold Book, Debrecen, 2005–2011
- Sharpe tigrise; ford. Körmendi Ágnes; 2005
- Sharpe diadala. Richard Sharpe és az osszijai csata, 1803. szeptember; ford. Sándor Zoltán; 2006
- Sharpe erődje; ford. Sándor Zoltán; 2007
- Sharpe Trafalgarja. Richard Sharpe és a trafalgari csata, 1805. október 21.; ford. Sándor Zoltán; 2007
- Sharpe zsákmánya. Richard Sharpe és Koppenhága ostroma, 1807; 2007
- Sharpe pusztítása. Richard Sharpe és az észak-portugáliai tavaszi hadjárat, 1809; ford. Sándor Zoltán; 2008
- Sharpe menekülése. Richard Sharpe és az 1810-es Buçaco-hadjárat; ford. Sándor Zoltán; 2008
- Sharpe haragja. Richard Sharpe és a barrosai csata, 1811 márciusa; ford. Sándor Zoltán; 2008
- Sharpe ellensége. Richard Sharpe és Portugália védelme, 1812 karácsonya; ford. Sándor Zoltán; 2009
- Sharpe százada. Richard Sharpe és Badajoz ostroma, 1812. január–április; ford. Sándor Zoltán; 2009
- Sharpe kardja. Richard Sharpe és a salamancai hadjárat, 1812. június–július; ford. Sándor Zoltán; 2009
- Sharpe ostroma. Richard Sharpe és az 1814-es téli hadjárat; ford. Sándor Zoltán; 2010
- Sharpe ezrede. Richard Sharpe és a Franciaország elleni támadás, 1813. június–november; ford. Sándor Zoltán; 2010
- Sharpe becsülete. Richard Sharpe és a vitoriai hadjárat, 1813 februárjától júniusáig; ford. Sándor Zoltán; 2010
- Sharpe ördöge. Richard Sharpe és a császár, 1820–1821; ford. Sándor Zoltán; 2011
- Sharpe Waterlooja. Richard Sharpe és a waterlooi hadjárat, 1815. június 15-től 18-ig; ford. Sándor Zoltán; 2011
- Sharpe bosszúja. Richard Sharpe és az 1814-es béke; ford. Sándor Zoltán; 2011